# Bolbonota insignis
Bolbonota insignis är en insektsart som beskrevs av Fowler. Bolbonota insignis ingår i släktet Bolbonota och familjen hornstritar. Inga underarter finns listade i Catalogue of Life.